# Crezéepolder
De Crezéepolder is een buitendijks natuurgebied van 75 hectare aan de Noord tussen Hendrik-Ido-Ambacht en Ridderkerk, in de Nederlandse provincie Zuid-Holland. Vroeger had de Crezéepolder een agrarische bestemming, nadat rond de Tweede Wereldoorlog de gorzen zijn ingepolderd.

## Floriade
Het gebied van de Sophiapolder en de Crezéepolder werd door de Drechtsteden aangewezen als mogelijke locatie voor de Floriade 2012. Ook werden zij uitgenodigd tot het indienen van een bidbook. Besloten werd de Floriade in Venlo te organiseren.

## Ontwikkeling van de polder
Nu de discussie over de Floriade geen remmende werking meer had op het overleg, werd in december 2008 in beide gemeentes het bestemmingplan goedgekeurd om van dit gebied een zoetwatergetijdengebied te maken, iets wat weinig voorkomt in Europa. In plaats van een polder met een agrarische bestemming, wordt de Crezéepolder een natuurgebied. Bij het ontwikkelen van dit nieuwe natuur- en recreatiegebied zijn onder andere Rijkswaterstaat Zuid-Holland Zuid, provincie Zuid-Holland, gemeente Ridderkerk, Hendrik-Ido-Ambacht en Oasen betrokken.
Er werden twee openingen in de dijk gemaakt zodat het zoete rivierwater van de Noord met vloed naar binnen kan stromen. Twee keer per dag stroomt het water in en uit. Het verschil tussen en eb en vloed is hier ongeveer 90 cm. Dit is zeldzaam in zowel Nederland als in Europa.
Door de ligging aan de rivier heeft het gebied een aantrekkingskracht voor schaarse en zeldzame dieren en vogels zoals de bever, kluut, ijsvogel, lepelaar, de visarend, blauwborst en de kleine karekiet.
Op 20 januari 2017 werd de Crezéepolder officieel geopend. In 2018 is het natuurgebied aangekocht door Stichting Het Zuid-Hollands Landschap. Het natuurbeheer wordt afgestemd op het aangrenzende getijdengebied Ridderkerkse griend en Natuureiland Sophiapolder.
Het gebied is voorzien van een wandelpad, een struinpad, uitkijkpunten, vogelkijkwanden, een voetgangersbrug en een strandje.